# شجاعان ایستاده می‌میرند
شجاعان ایستاده می‌میرند فیلمی به کارگردانی  و نویسندگی عباس کسایی ساختهٔ سال ۱۳۵۹ است.

## بازیگران
- جواد گلپایگانی
- سیامک اطلسی
- شهرزاد آرمانی
- محمدتقی کهنمویی
- مهدی گلپایگانی
- محرم بسیم
- مهری ودادیان